# Magüi González
María Luisa González (Las Palmas de Gran Canaria, 1953) es una arquitecta y profesora española que se ha dedicado a diseñar, proyectar, construir y enseñar.

## Formación

Magüi González terminó sus estudios en la Universidad de Las Palmas de Gran Canaria en 1978, formando parte de una de las primeras promociones de la Escuela de Arquitectura en el campus de Tafira. Según define ella misma, “terminé en el 78 , en la Escuela de Arquitectura de Las Palmas, en una de las primeras promociones , de la que salimos las dos primeras mujeres;  me enganché en la escuela sobre la marcha, o sea que casi no me he movido de ella desde que empecé a estudiar.”

## Trayectoria
Entre su obra construida en solitario destaca la Casa Ruiz (2000-2005), situada en el popular barrio de pescadores de San Cristóbal, en la isla de Gran Canaria, dentro de un paisaje dominado por la autoconstrucción y las chabolas. La casa se instala con apariencia de inacabada, como una chabola más, a escasos metros de la orilla de callados y el mar. Sin embargo, nada está inacabado o ‘por empezar’: la sección con que se desenvuelve la casa, aprovechando el espacio y la luz al máximo, es de una belleza extrema. José Ruiz, artista multimedia, necesitaba diversos tipos de habitaciones que la arquitecta resuelve con tres espacios equivalentes, uno en sótano, otro a nivel de la playa y otro en el nivel alto. Uno para videoproyecciones, otro para estar y cocinar y otro para dormir además de una cubierta jardín con una piscina. Los acabados y materiales expresan una sintonía con el lugar pocas veces desplegada.
En paralelo al trabajo en su estudio, Magüi González, junto a José Antonio Sosa, integra el Grupo Nred Arquitectos, que ella misma define como ‘una asociación informal’ de compañeros. La idea fundacional reside en trabajar juntos para crear nuevas ideas y para llevar a cabo concursos de arquitectura. Entre los concursos que han ganado y finalizado su ejecución destacan la Ciudad de la Justicia de Las Palmas (2004-2013) y la Rehabilitación de las Casas Consistoriales de Las Palmas (2008), edificios de enorme presencia en la ciudad. También es significativo el centro de producción artística La Regenta (2010).
En su trayectoria, la dedicación a la elaboración de proyectos para concursos ha sido un punto fundamental de apoyo a la innovación y al desarrollo de ideas presentes en su discurso, pero que a raíz del concurso han conseguido tomar forma y significado. Además de los dos concursos ya mencionados, cabe destacar el del Máster plan para Rosario, Isla de Fuerteventura, el del Centro de Producción artística para el Matadero Madrid (rehabilitación de naves 8 y 9) que obtuvo el tercer premio o el de Tabakalera en San Sebastián que obtuvo un accésit.

## Reconocimientos
Su obra ha sido reconocida con diversos premios como en 1985 en premio Canarias de Arquitectura por 30 viviendas de protección social en Juan Grande; en 2006, premio Regional de Arquitectura Manuel de Oraá, finalista de los premios FAD  y finalista en la X Bienal Española de Arquitectura y Urbanismo por la casa Ruiz; y, en 2009, finalista en el III Premio NAN, también por la casa Ruiz. 
Además, su obra ha sido expuesta en diversas Bienales y exposiciones, siendo destacables la X Bienal Española de Arquitectura y Urbanismo, la II Bienal de Canarias y en la exposición ‘Una ciudad llamada España’ organizada por el SEACEX y que fue mostrada en Atenas y en Moscú. 

## Publicaciones
Su obra sido publicada en distintas revistas especializadas de todo el mundo como ON, Quaderns, BASA, Arquitectura, Architetti, Arquitectura COAM, Domus China, Detail, AV Monografías, entre otras y ha sido presentada en las monografías “Nred Arquitectos”, Actar Barcelona 2006 y en Abstract Natures, Aedes, Berlín 2008. También su producción es mencionada en guías y diccionarios de arquitectura.

## Docencia
Es profesora de Proyectos Arquitectónicos en el departamento de Expresión Gráfica y Proyectos Arquitectónicos de la Universidad de Las Palmas de Gran Canaria, donde también ha participado en el Laboratorio de Investigación de Proyectos Arquitectónicos LIP (a). Ha iniciado un trabajo de investigación sobre Arquitectura y Paisaje, participando en el grupo GIR.